# Antiblemma partita
Antiblemma partita är en fjärilsart som beskrevs av William Schaus 1914. Antiblemma partita ingår i släktet Antiblemma och familjen nattflyn. Inga underarter finns listade i Catalogue of Life.